# Economia Preclàssica
Durant el període preclàssic foren pocs individus i no pas grups els que s'enfocaren en el problema econòmic, aquests es poden agrupar en escoles que representen les respostes a l'organització econòmica d'Europa de llur temps. L'estudi del pensament i la teoria econòmica preclàssica es pot agrupar en tres escoles:
- l'escolasticisme
- el mercantilisme
- la fisiocràcia

## L'escolasticisme

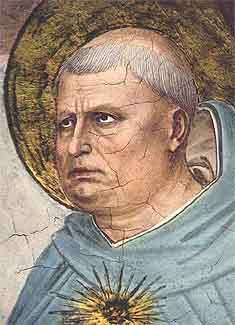
Representació de Tomàs d'Aquino per Fra Angelico

L'escolasticisme inclou diversos escriptors des del segle xiii al segle xvi, entre els quals, el més important fou Tomàs d'Aquino tot i que ell i els seus seguidors basaren gran part del seu pensament en els escrits del pensador grec Aristòtil. Les contribucions més importants d'Aristòtil tenen a veure amb l'ús de diners per l'intercanvi de mercaderies. Segons Aristòtil, les necessitats de l'home són moderades, però els seus desigs no tenen cap límit.; la producció de mercaderies per satisfer les necessitats era alguna cosa de natural i justa, mentre que la producció de béns per a satisfer, o intentar de satisfer els desigs era alguna cosa no natural. Tot i que és difícil diferenciar entre les activitats relacionades amb les necessitats dels desigs, Aristòtil suposava que si un intercanvi en el mercat es feia mitjançant el troc, llavors no hi havia cap intenció de guany econòmic, mentre que l'ús dels diners indicava que l'objectiu era el guany econòmic, una cosa condemnable.
La doctrina escolàstica es pot entendre segons el context de la seva època: comença amb la caiguda de l'Imperi Romà d'Occident i termina amb el sorgiment del capitalisme mercantil. Aleshores l'activitat econòmica no hi era important. L'economia era primordialment feudal i afectada pel pensament catòlic: la terra pertanyia a l'Església i al rei, els quals l'entregaven als nobles i senyors per fer-ne ús a canvi d'obligacions; aquests al seu torn tenien servents que la treballaven a canvi de protecció. Els escolàstics escrigueren sobre els problemes econòmics que començaven a sorgir: la creació de la propietat privada, i el concepte del preu just i la usura. Tomàs d'Aquino, argumentà que la propietat privada no estava en contra de la llei natural, com s'acceptava segons el model cristià de la propietat comunal basat en el Nou Testament. Per altra banda, també argumentà que qualsevol intercanvi en el mercat que satisfés les necessitats dels participants, no tenia res a veure amb l'ètica—és a dir, a diferència del pensament cristià de l'època, aquesta activitat no havia de causar cap preocupació sobre la justícia i l'ètica. Tanmateix, si hi havia el desig d'un guany econòmic, l'acte era només virtuós si els motius eren caritatius i si els preus eren justos. La doctrina escolàstica per tant, volia només establir estàndards religiosos per a jutjar l'activitat econòmica i no pas analitzar-la sistemàticament.
Els escolàstics de finals del segle xiv en endavant, podrien considerar-se com els que es trobaven a més a prop de ser els "fundadors" de l'economia científica, des de la perspectiva de la teoria monetària, l'interès, i el valor dins una llei natural. Tanmateix, després de descobrir el Muqaddimah d'Ibn Khaldun, Shumpeter el considerà el pensador que més s'apropava a l'economia moderna, ja que la majoria de les seves teories econòmiques no es conegueren a Europa sinó fins temps moderns.

## El mercantilisme

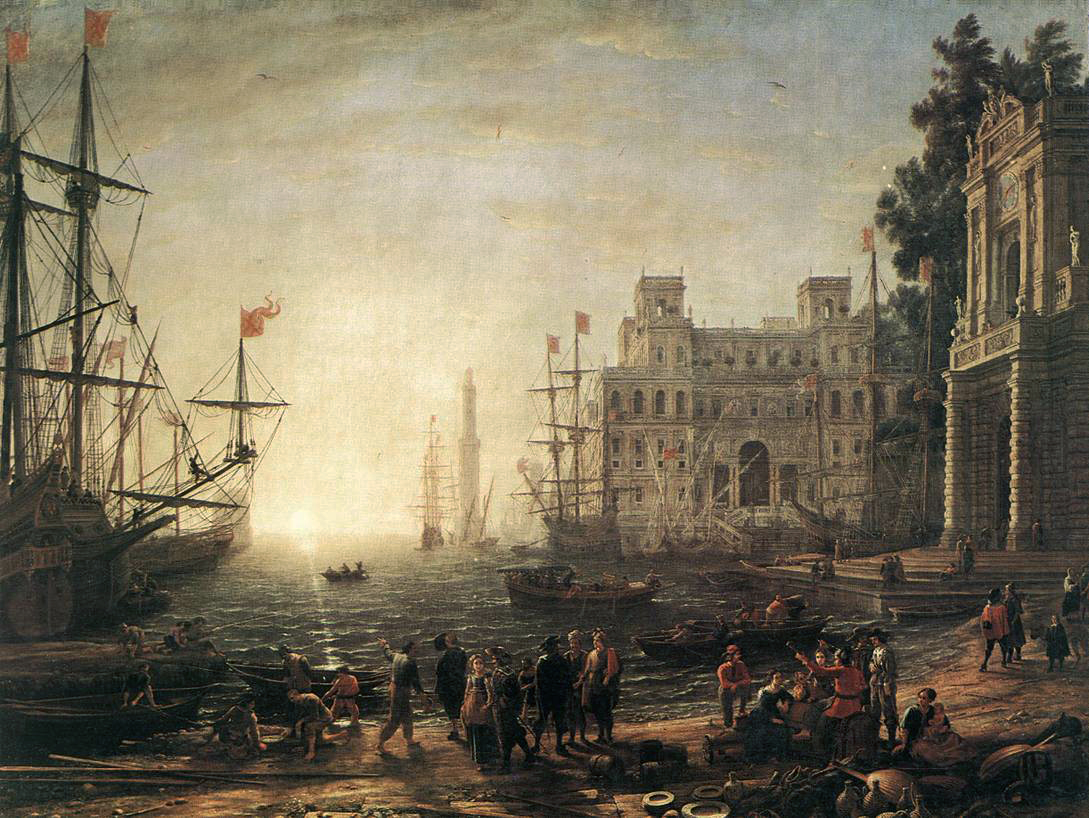
Port francès durant l'era del mercantilisme

El mercantilisme fou l'escola de pensament dominant des del Renaixement fins als inicis de l'època moderna; és a dir, del segle xv a mitjan segle xviii. Aquest fou un període de gran activitat econòmica a mesura que les societats passaven del feudalisme cap al comerç, en conjunció amb el creixement de les ciutats com a centres econòmics i el sorgiment de les nacions-estats. La major part dels escrits del mercantilisme aparegueren a la Gran Bretanya, Thomas Mun, de fet, pot considerar-se el principal creador del sistema mercantil, especialment mitjançant la seva obra pòstuma "El Tresor per mitjà del Comerç Exterior" (1664). Potser, l'última obra més important del mercantilisme fou "Principis de l'Economia Política" de James Denham-Steuart, publicada el 1767.
Hi hagué molts escriptors en aquest període, cadascun amb temes variats, tot i que cap escriptor pogué sintetitzar totes aquestes contribucions per crear una teoria econòmica. L'avocat i acadèmic austríac Phillip Wilhelm von Hornick, en la seva obra "Àustria sobre tots, si tan sols ho desitgés" de 1684, detallà un programa de nou punts que considerava efectius per a l'economia nacional, els quals resumeixen la doctrina del mercantilisme:
- cada polzada de la terra del país havia d'utilitzar-se per a l'agricultura, la mineria o la manufactura;
- totes les primeres matèries s'havien d'utilitzar en la manufactura interna (nacional); ja que els béns acabats tenien més valor que no pas la primera matèria ;
- s'encoratjava l'existència d'una gran població treballadora;
- tota l'exportació d'or i plata havia de prohibir-se, i tots els diners interns havien de mantenir-se en circulació;
- totes les importacions de béns estrangers havia de desencoratjar-se;
- si hi hagués importacions indispensables, aquestes havien d'obtenir-se de primera mà, a canvi d'altres productes nacionals, en comptes de fer ús d'or o plata;
- en la mesura que fos possible, les importacions havien de ser només matèria primera que podrien després transformar-se al país;
- s'havien de buscar constantment oportunitats per a vendre el superàvit de la manufactura als estrangers a canvi d'or i plata;
- no s'havia d'acceptar cap importació si els béns es produïen satisfactòriament al país.

En general, el pensament del mercantilisme es pot entendre en les seves suposicions: els mercantilistes assumien que la riquesa total del món era fixa; per tant, en el comerç entre nacions, l'increment en la riquesa i el poder econòmic d'una nació es realitzava necessàriament a expenses d'una altra. És en aquest sentit que els mercantilistes s'oposaven a la importació de productes, però n'encoratjaven l'exportació. A més a més, els mercantilistes només s'interessaven de la riquesa nacional i no pas de la individual; la riquesa nacional, de fet, es basava en la pobresa de molts. Advocaven pels salaris baixos, per tal de permetre avantatges competitius en el comerç internacional (i així incrementar la riquesa nacional), i perquè creien que els salaris superiors al nivell de subsistència causarien una reducció en l'esforç laboral.
Fora de Van Hornick, no hi hagué cap escriptor que presentés un resum o esquema de l'economia ideal, com ho faria Adam Smith posteriorment, a l'inici de l'economia clàssica. Cada mercantilista provava d'enfocar-se en una àrea específica de l'economia. Fou després que els acadèmics no mercantilistes integraren les idees "diverses" en allò que anomenaren "mercantilisme". El mercantilisme mateix, però, feu impossible una teoria general d'economia. En retrospectiva, els mercantilistes veien el sistema econòmic com un joc de suma nul·la; en què els guanys d'un partit requerien les pèrdues d'un altre. Així doncs, qualsevol política que beneficiés un grup, per definició danyaria un d'altre, i no hi havia cap possibilitat que l'economia pogués utilitzar-se per maximitzar el "benestar" o el "bé comú". Els escrits mercantilistes en general foren creats per a racionalitzar algunes pràctiques específiques i no pas com a investigació de les millors polítiques.

## La fisiocràcia

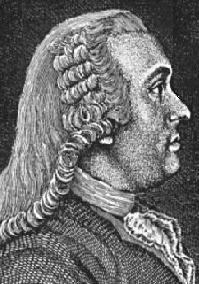
Anne-Robert-Jacques Turgot

La fisiocràcia fou un moviment curt que sorgí a França al voltant del 1750, el qual proveí de perspectives analítiques importants de l'economia, per la qual cosa, la seva influència en el desenvolupament del pensament econòmic fou important. Els fisiòcrates foren un grup de persones que creien que la riquesa de les nacions es derivava exclusivament del valor de l'agricultura o del desenvolupament de la terra. El moviment estigué principalment dominat per Anne-Robert-Jacques Turgot (1727–1781) i François Quesnay (1694–1774). La contribució més significativa dels fisiòcrates fou llur èmfasi en el treball productiu, l'agricultura o la natura, com a font de riquesa nacional, a diferència del mercantilisme, que s'enfocava en la riquesa total basada el procés d'intercanvi. Per als fisiòcrates, només l'agricultura era capaç de produir excedents—més del que es pot consumir—a diferència de la manufactura, que a parer seu, era "estèril". Consideraven la producció de béns i serveis com a consum dels excedents agrícoles, mentre que l'economia moderna les considera activitats productives que afegeixen valor a la renda nacional. Entre les seves polítiques econòmiques més rellevants fou la idea que el govern no havia de posar cap control a l'economia que es podia regular per si mateixa, és a dir, el paper del govern era el de laissez faire: que deixés les coses per si soles.